# Ermold le Noir
 (juin 2023).
Si vous disposez d'ouvrages ou d'articles de référence ou si vous connaissez des sites web de qualité traitant du thème abordé ici, merci de compléter l'article en donnant les références utiles à sa vérifiabilité et en les liant à la section « Notes et références ».
Ermold le Noir (en latin Ermoldus Nigellus) est un chanoine de l'époque carolingienne, clerc de la maison de Pépin Ier d'Aquitaine, auteur d'un poème en l'honneur de Louis le Pieux, source de premier ordre de l'histoire de cet empereur.

## Biographie
Lire les élégies de ce poète livre des indications qu'il donne de temps à autre sur lui-même dans ses écrits. L'ensemble reste fragmentaire.
En 824, il accompagne Pépin, roi d'Aquitaine depuis 814, au cours d'une campagne contre les Bretons.
Les causes de son exil son restées longtemps inconnues ; selon la thèse de Jehanne Roul, c'est le soulèvement des Goths en Aquitaine en 826 qui est à l'origine de l'exil du poète.
Exilé à Strasbourg auprès de l'évêque Bernold, il entreprend de regagner la faveur de l'empereur en écrivant un poème qui retrace le règne du prince de 781 à 826.
La présence d'un Ermold chancelier de Pépin emissus de Louis le Pieux atteste du retour en grâce du poète.

## Œuvres
Ermold était un homme cultivé, connaissant les poètes latins.

### Carmen in honorem Hludovici
Ermold a composé lors de son exil un poème en distiques élégiaques en quatre livres, Carmen in honorem Hludovici christianissimi Caesaris Augusti, dont la préface est un poème en acrostiche de 35 vers : chaque vers commence et finit par la même lettre, les 35 initiales et finales formant deux fois la phrase de 35 lettres ERMOLDUS CECINIT HLUDOICI CAESARIS ARMA, c'est-à-dire « Ermold a chanté les (faits d') armes de Louis César » : cette phrase démarque probablement le début de l'Enéide : « Arma virumque cano » (« Je chante les (faits d') armes et l'homme »). 
Les quatre livres traitent des exploits de l'empereur entre 781 et 826. Ils exposent des pratiques de l'époque comme la commendatio. Le dernier livre, où l'on trouve une description du palais impérial d'Ingelheim, quelques décennies après sa construction (en 826-828), culmine avec le récit de la visite du chef dane Heriold (=Harald Klak), que Louis avait appelé à l'aide, et qui se fit baptiser avec toute sa suite. D'après diverses annales, il semble que les tractations tenues au palais d'Ingelheim aient été difficiles, les ennemis d'Heriold ayant dépêché eux aussi une ambassade auprès du roi. Le baptême n'aurait pas eu lieu à Ingelheim, faute d'une église, mais plutôt à Mayence. La couverture panégyrique des événements tend à présenter le baptême du chef déchu Heriold comme le terme de décennies de pillages par les Normands.

### Poèmes à Pépin
Il a aussi écrit deux poèmes en distiques élégiaques dédiés à Pépin, les Carmina in laudem gloriosissimi Pippini regis. Inspirés par les poèmes de l'exil d'Ovide (Tristes, Pontiques), ils font naturellement écho à la situation personnelle de l'auteur. Ils révèlent un poète de grande culture.

## Edition de ses œuvres
Les deux manuscrits dont on dispose sont du Xe siècle (Vienne, Bibliothèque nationale autrichienne) et du XVe siècle (Londres, British Museum).
Une première édition est réalisée en 1726 par Ludovic Muratori. Plusieurs éditions sont réalisées au cours du XIXe siècle : en Allemagne par George Heinrich Pertz en 1829 ; en France par Jacques Paul Migne dans la Patrologia Latina en 1844 ; de nouveau en Allemagne par Ernst Dümmler dans Poetae Latini aevi Carolini en 1884.
Dès 1824, une traduction est publiée en France dans la Collection des mémoires relatifs à l'histoire de France de François Guizot, qui présente l'auteur et l'œuvre dans une introduction.
Manuscrits
- Vienne, Bibliothèque nationale autrichienne : Codex vindobonensis 614 (voir catalogue)
- Londres, British Museum : Codex Harleianus 3685

Éditions et traductions du XIXe siècle
- Ermoldi Nigelli carmina, dans Georg Heinrich Pertz et autres (éd.): Scriptores (in Folio) 2: Scriptores rerum Sangallensium. Annales, chronica et historiae aevi Carolini, Hanovre, 1829, pages 464–523 (Monumenta Germaniae Historica, disponible en ligne).
- Jacques Paul Migne, Patrologia latina, tome 105, Paris, 1844.
- Ermoldi Nigelli carmina, dans Poetae Latini medii aevi 2: Poetae Latini aevi Carolini (II), édition d'Ernst Dümmler, Berlin, 1884, pages 1–93.
- Ermold le Noir, Faits et gestes de Louis le Pieux, poème dans François Guizot, Collection des mémoires relatifs à l'histoire de France, Librairie Brière, Paris, 1824 (disponible en ligne)

Publication récentes
- Ermold le Noir, Poème au roi Louis le Pieux suivi de Epîtres au roi Pépin (édition d'Edmond Faral), Les Belles Lettres, Paris, 1964
- Ermold le Noir, La Succession de Charlemagne : la vie de Louis le Pieux, Paleo, Clermont-Ferrand, 2001[5]